# Partidul Verde (România)
Partidul Verde – Verzii (PV) este un partid politic de orientare ecologistă din România. 
În prezent conducerea partidului este în dispută.
Partidul Verde este singurul partid politic din România membru al Verzilor Europeni. Este membru cu drepturi depline în European Green Party (EGP), reprezentat prin Grupul Verzilor în Parlamentul European. Partidul Verde din România are un vot în cadrul Consiliului EGP, forul lărgit de conducere al Verzilor Europeni, care se întrunește de două ori pe an.

## Doctrină politică
Valorile fundamentale sunt: Libertatea, Egalitatea, Dreptatea socială, Prezervarea Biodiversității. Justiția de Mediu înseamnă Justiție Socială. Justiția între generații și respectarea dreptului la viața împlinită  într-un mediu curat, pentru fiecare om, sunt principii fundamentale. Verzii sunt preocupați de respectarea drepturilor oamenilor și protectia mediului înconjurător, de drepturile animalelor și de salvarea naturii, oferind soluții economice durabile la marile probleme ale economiei și societății contemporane supuse unor pericole tehnologice (industrie amenințătoare la adresa resurselor naturale epuizabile, la adresa patrimoniului cultural și a mediului, cu efecte nefaste precum: poluarea, schimbările climatice, distrugerea stratului de ozon, încălzirea globală), economice (consumerism, capitalism ultraliberal, criză financiară), sociale (alienare, egocentrism, lăcomie, creșterea infracționalității și a devianței sociale),  politice (extremism, populism, corupție, pierderea încrederii cetățenilor în democrația reprezentativă și în instituțiile statului de drept).

## Istorie
Partidul Verde a fost fondat în noiembrie 2005 de către Gheorghe Ionicescu. A participat la alegerile prezidențiale din 2009, susținând candidatura lui Remus Cernea la președinția României. Tot în 2009, Ionicescu a decedat, iar Silviu Popa a fost numit președinte al Partidului Verde în locul lui Ionicescu. Popa a fost validat la congresul partidului din 26 septembrie 2009 și a demisionat la începutul lui 2012.
La Congresul din 14 ianuarie 2012, Ovidiu Iane a fost ales președinte al PV.
La alegerile locale din 2012, PV a obținut 2 primari (Iclănzel - Mureș și Azuga - Prahova) și 124 de consilieri locali, cu 0,87 % din voturile la nivel național. La alegerile parlamentare din 2012, PV a obținut doi deputați (Ovidiu Iane și Remus Cernea), pe listele USL.
În data de 13 aprilie 2013, deputatul Ovidiu Iane și-a anunțat demisia din Partidul Verde și adeziunea la PSD.
Pe 13 mai 2013, pe fondul dezbaterii publice despre explorarea și exploatarea gazelor de șist, Partidul Verde se delimitează de poziția USL și rămâne consecvent principiilor ecologiste, conform comunicatului de presă: "Ne opunem gazelor de șist, exploatărilor miniere de la Roșia Montană, suntem extrem de îngrijorați că în cadrul USL sunt manifestate tot mai mult opinii și intenții de a se da drumul, de a se face pași către astfel de proiecte privind gazele de șist și cianurile.
În data de 23 noiembrie 2013 deputatul Remus Cernea a părăsit Partidul Verde din cauza diferențelor de opinie cu privire la strategia cu care formațiunea trebuia să abordeze alegerile europarlamentare.
Partidul Verde s-a înscris în cursa electorală pentru alegerile europarlamentare cu o listă de 24 de candidați (pe listă aflându-se și doi colegi din Partidul Verde Ecologist din Republica Moldova). Rezultatul obținut a fost de 19.125 de voturi (0,34% la nivel național).
În urma alegerilor locale din 2016 Partidul Verde a obținut un mandat de primar (Iosif Josan - Vințu de Jos, Alba) și 52 de consilieri locali în 33 de localități din 17 județe.
La congresul din 20 iulie 2019, Florin Călinescu a fost ales președintele partidului. După retragerea lui în 2022,, în data de 3 septembrie 2022, la Congresul Extraordinar al Partidului Verde (Verzii), desfășurat la București, au fost alești opreședinții Marius Lazăr si Lavinia Cosma. Florin Călinescu, președintele anterior, fusese acuzat de încercare de a se apropia de AUR.
La sfârșitul lui mai 2023, un Consiliu Național al partidului i-a demis din funcție pe Marius Lazăr și Lavinia Cosma. La scurt timp după aceea, în 27 mai, ei au fost realeși într-un congres extraordinar desfășurat la Bușteni, cu prezența unei părți din organizațiile județene. Conflictul izbucnit se centrează pe acuzele reciproce între cele două facțiuni pentru tentativele de colaborare cu PSD, respectiv AUR.

## Președinți
- Gheorghe Ionicescu (2005–2009)
- Silviu Popa (2009–2012)
- Ovidiu Iane (2012–2013)
- Constantin Damov (2013–feb. 2019)
- Adi-Maria Simoiu (feb. 2019–iulie 2019)
- Florin Călinescu (iulie 2019–2022)[24]
- Marius Lazăr și Lavinia Cosma (2022–mai 2023)
- în dispută între Lazăr/Cosma pe de o parte și Bogdan Botea și Rodica Bărbută (iunie 2023-prezent).

## Rezultate electorale

### Alegerile locale
| An   | Voturi   | Procente (%) | Primari  | Consilieri județeni | Consilieri locali |
| ---- | -------- | ------------ | -------- | ------------------- | ----------------- |
| 2020 | 50.860   | 0,69%        | 1 / 3174 | 0 / 1340            | 115 / 39900       |
| 2024 | 22.111 ▼ | 0,25% ▼      | 2 / 3174 | 0 / 1340            | 38 / 39900        |